# Cantonul Saint-Nicolas-de-Redon
Cantonul Saint-Nicolas-de-Redon este un canton din arondismentul Châteaubriant, departamentul Loire-Atlantique, regiunea Pays de la Loire, Franța.

## Comune
- Avessac
- Fégréac
- Plessé
- Saint-Nicolas-de-Redon (reședință)